# Télé ringards
Pour plus de détails, voir Fiche technique et Distribution.
Télé ringards (UHF) est un film américain de Jay Levey sur un scénario de Weird Al Yankovic, tourné en 1989.

## Synopsis
George Newman est un jeune homme rêveur, mais fainéant. Alors qu'il vient de se faire licencier pour la énième fois, il se fait nommer directeur d'Antenne 62, une chaine de télévision en UHF, après que son oncle Harvey Bilchik l'a remportée au cours d'une partie de poker. George et son ami Bob Steckler réalisent que la chaine est au bord de la faillite, consistant principalement en des rediffusions d'anciennes séries comme The Beverly Hillbillies ou Monsieur Ed, le cheval qui parle. Un jour, un paquet au nom de leur compétiteur, la chaine VHF Canal 8, est livré par erreur à Antenne 62. George décide d'aller le leur apporter lui-même, mais il se fait sortir de façon malpolie par RJ Fletcher, propriétaire et PDG de Canal 8. En partant, George rencontre Stanley Spadowski, un concierge que RJ vient de licencier injustement pour avoir faussement jeter un rapport important, et l'embauche à Antenne 62.
Les nouveaux programmes créés par George et Bob, notamment l'émission en direct pour enfants Tonton Zinzin du Royaume Enchanté présentée par George, ne parviennent pas à rehausser l'audience. Alors qu'il s'échine sur les finances, George oublie le diner d'anniversaire de sa petite amie Teri, et celle-ci rompt avec lui. Le lendemain, pendant la diffusion de Tonton Zinzin, George, déprimé, abandonne le plateau, laissant le contrôle à Stanley. Il va donc au bar avec Bob, pour noyer son chagrin dans l'alcool, mais une fois arrivé, il découvre que les clients du bar apprécient les pitreries de Stanley sur Antenne 62. Inspirés, les deux amis créent de nombreuses émissions loufoques pour remplir le programme, dont la principale est le Club de Stanley Spadowski.
Agacé par la popularité croissante d'Antenne 62 qui rivalise désormais avec celle de Canal 8, RJ découvre qu'Harvey doit 75,000 dollars à son bookmaker Bébé Louie d'ici à la fin de la semaine. Il lui propose alors de rembourser sa dette en échange de l'acte de propriété d'Antenne 62. George organise un téléthon pour vendre des parts de la chaine qui, en plus d'être sauvée de RJ, deviendrait ainsi la propriété du public. Les hommes de main de RJ retardent le téléthon en kidnappant Stanley, qui se fait ensuite sauver par George et d'autres employés de la chaine. RJ essaye à nouveau de retarder le téléthon avec une déclaration publique télévisée, mais Philo, l'ingénieur d'Antenne 62, brouille les ondes, et diffuse une séquence enregistrée en secret de RJ qui insulte la population de la ville face à Teri, lors de la visite de cette dernière dans les bureaux de Canal 8.
Le téléthon s'achève avec 2,000 dollars en dessous de l'objectif. Harvey concède la victoire à RJ qui, plutôt que de prendre immédiatement possession de la chaine, jubile devant la foule. Pendant ce temps, George se fait approcher par un sans-abri qui désire acheter les parts restantes : plus tôt dans la journée, il s'est enrichi en vendant un penny à double effigie de 1955, une pièce rare que RJ, inconscient de sa valeur, a donnée au sans-abri qui lui quémandait de l'argent. George paye la dette de Bébé Louie, Harvey lui transmet l'acte de propriété, et la chaine devient officiellement propriété du public. En raison de son retard d'envoi d'autorisation d'antenne et de la tirade de RJ diffusée par Philo, le Conseil Supérieur de l'Audiovisuel retire l'autorisation de Canal 8. L'équipe et le public d'Antenne 62 fêtent leur victoire, tandis que George et Teri se réconcilient.

## Fiche technique
Sauf indication contraire, les informations mentionnées dans cette section peuvent être confirmées par la base de données cinématographiques IMDb,  présente dans la section « Liens externes ».
- Titre original : UHF
- Réalisation : Jay Levey
- Scénario : "Weird Al" Yankovic, Jay Levey et Charles Holloway
- Musique : John Du Prez
- Décors : Ward Preston
- Costumes : Tom McKinley
- Photographie : David Lewis
- Montage : Dennis M. O'Connor
- Casting : Cathy Henderson, Barbara Hanley et Michael Cutler
- Production : Gray Frederickson, Kevin Breslin, Deren Getz, Gene Kirkwood, John Hyde
- Sociétés de production : Orion Pictures, Cinecorp, Imaginary Entertainment
- Société de distribution : Orion Pictures
- Pays de production :  États-Unis
- Langue originale : anglais
- Format : couleur
- Genre : comédie, parodie, science-fiction
- Durée : 97 minutes
- Dates de sortie :
  - Canada, États-Unis : 21 juillet 1989

## Distribution
- Weird Al Yankovic (VF : Jean-Philippe Puymartin) : George Newman
- Victoria Jackson : Teri Campbell
- Kevin McCarthy : R.J. Fletcher
- Michael Richards : Stanley Spadowski
- David Bowe : Bob Steckler/Bobo le Clown
- Stanley Brock : Harvey Bilchik
- Anthony Geary : Philo
- Trinidad Silva : Raul Hernandez
- Gedde Watanabe : Kuni
- Billy Barty : Noodles MacIntosh
- John Paragon : R.J. Fletcher, Jr.
- Fran Drescher : Pamela Finklestein
- Sue Ane Langdon : Esther Bilchik
- David Proval : homme de main principal
- Grant James : homme de main
- Emo Philips : Joe Earley
- Jay Levey : Gandhi
- The Kipper Kids : eux-mêmes
- Lou B. Washington : Caméraman
- Vance Colvig Jr. : sans-abri
- Belinda Bauer : Catcher dans la boue
- Dr. Demento : lui-même/mangeur de crème fouettée
- Patrick Thomas O'Brien : Satan
- John Cadenhead : Ernie l'Abruti

## Autour du film
Dans le film, on peut y découvrir le clip Money for Nothing du groupe Dire Straits. L'animation du clip, pour l'occasion, a été adaptée avec le personnage principal du film.